# Forno (Valstrona)

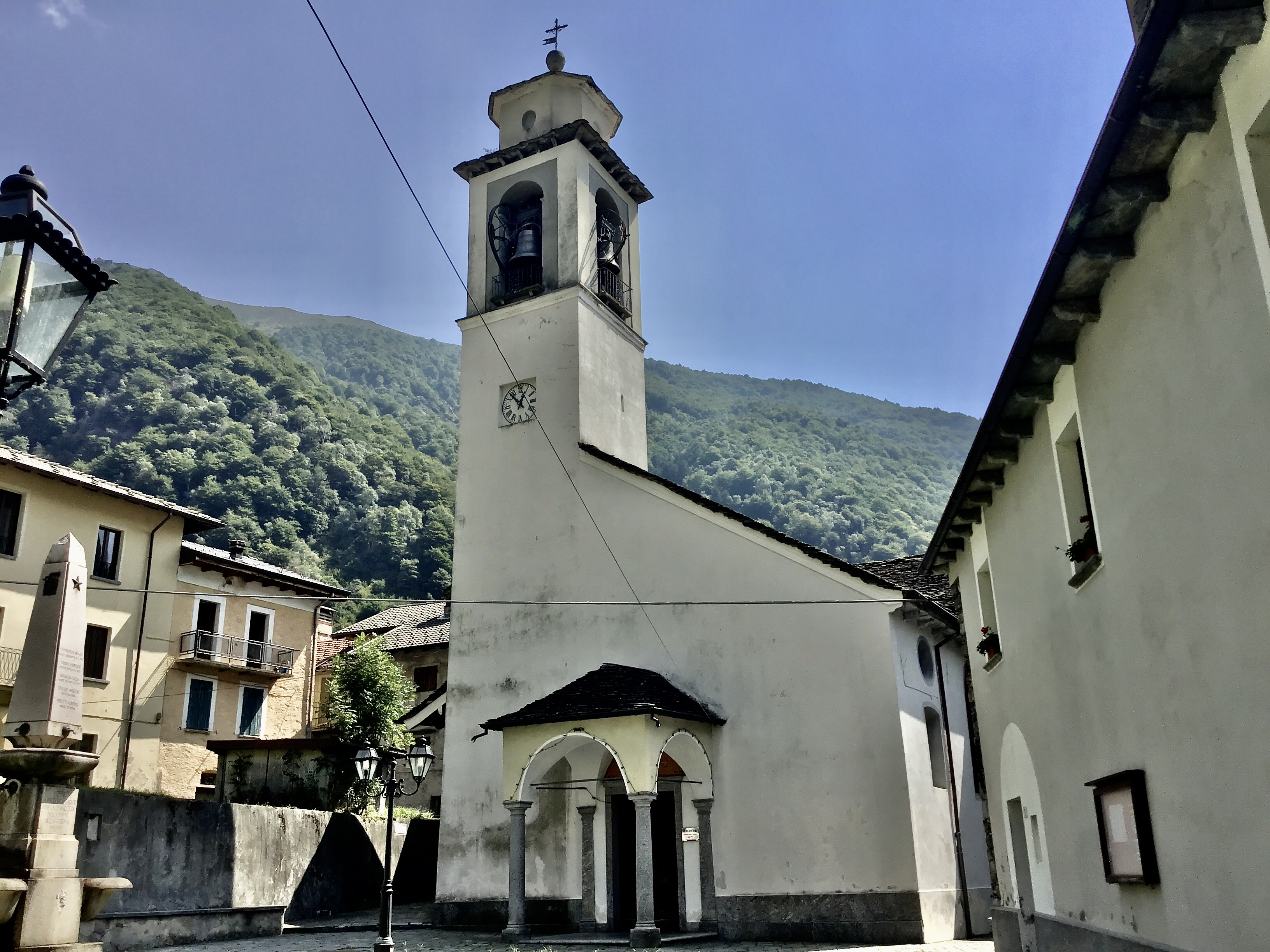
La Chiesa Parrocchiale dei Santi Pietro e Paolo a Forno

Forno  è una frazione del comune di Valstrona situata a 903  m s.l.m.
Prima di essere aggregata a tale comune il paese fu capoluogo di un comune autonomo, che includeva anche il vicino centro di Piana di Forno, a monte della quale il Rivo del Capone divideva il territorio di Forno da quello dell'ex-comune di Campello Monti. Veniva a volte chiamato Forno d'Omegna.

## Geografia fisica
Il paese è situato non lontano dal fondovalle su un pianoro con una buona esposizione a sud. A poche centinaia di metri dall'ex capoluogo sono collocate le due località di Otra (831 m) e Preia (881 m), che lo Statuto comunale include nella frazione di Forno.

## Storia
Nel 1861, nel Dizionario topografico dei Comuni compresi entro i confini naturali dell Italia di Attilio Zuccagni Orlandini, veniva segnalato che al paese di Forno, che allora contava 214 abitanti, si ascende per una via tagliata a ripide scalette, e che il suo nome derivava da fucine pel ferro che ivi esistevano nei bassi tempi.
In passato molti degli abitanti dovettero emigrare all'estero, dove in buona parte si dedicarono alla lavorazione del peltro.
Con il regio decreto nr. 2521 del 22 dicembre 1927 i comuni di Sambughetto, Forno, Fornero, Luzzogno, Germagno, Loreglia e Massiola furono fusi nel nuovo comune di Valstrona, il cui capoluogo venne collocato sul fondovalle a Strona.  Nel dopoguerra Germagno, Loreglia e Massiola riottennero la propria autonomia mentre Forno restò parte di Valstrona.
Il codice ISTAT del comune soppresso era 003855.

## Monumenti e luoghi d'interesse
- Parrocchiale dei Santi Pietro e Paolo, presso la quale è allestito il Museo di Arte Sacra, una interessante raccolta di quadri, paramenti e oggetti di uso religioso in buona parte di origine estera provenienti dalle località di emigrazione degli abitanti della Valle Strona. Il campanile della Chiesa Parrocchiale di Forno contiene un concerto di 5 Campane in Mi♭3, fuse dalla fonderia Fratelli Barigozzi di Milano nel 1927. E il più grande dei concerti di Campane della Valle Strona.
- Museo Etnografico e dell'Artigianato della Valle Strona.

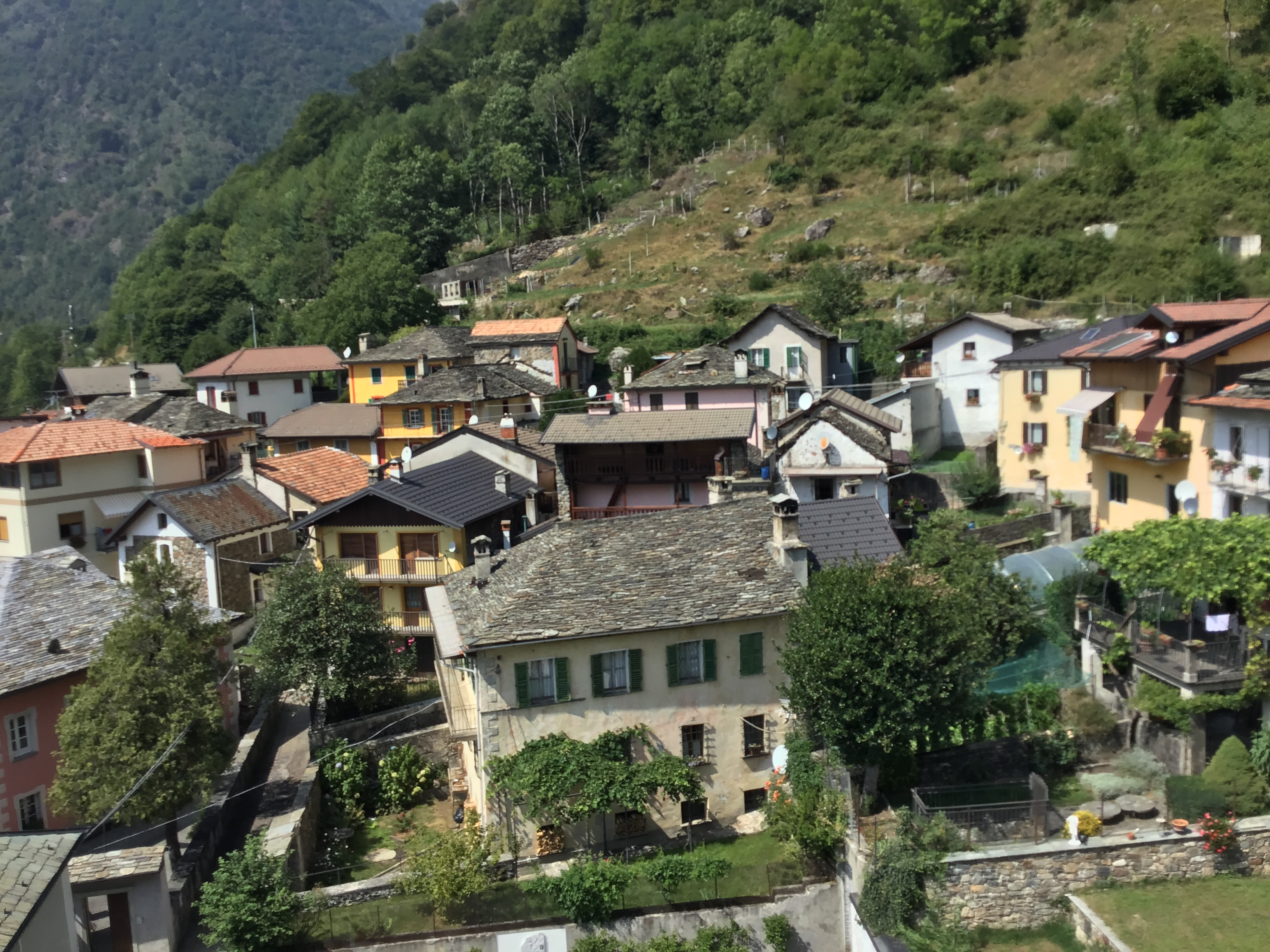
Il paese di Forno vista dal Campanile